# Martyn Sanderson
Martyn Sanderson (24 de febrero de 1938 – 14 de octubre de 2009) fue un actor, guionista y poeta de nacionalidad neozelandesa.

## Biografía
Nacido en Westport, Nueva Zelanda, Sanderson fue uno de los fundadores del Downstage Theatre en 1964 en Wellington. En los años 1970, Sanderson viajó en gira con el grupo multimedia Blerta, y trabajó en el cine con Bruno Lawrence y el director Geoff Murphy, ambos miembros de la formación. Esa década ganó el Premio Feltex por su interpretación del aviador Richard Pearse en un telefilm del mismo título, y fue nominado de nuevo por su papel de general británico en la miniserie The Governor, el drama más costoso de la televisión neozelandesa de la década.
El trabajo de Sanderson como director incluye varios cortos con poetas neozelandeses, además del largometraje de 1989 Flying Fox in a Freedom Tree. Esta película, basada en un libro de Albert Wendt, trata sobre un joven samoano que debe decidir entre los valores de su tierra y los colonos europeos.
También escribió el documental One of those Blighters, sobre el escritor Ronald Hugh Morrieson, además del guion para la adaptación al cine en 1986 de la última novela de Morrieson, Pallet on the Floor.
Otras películas de Sanderson fueron Utu (de Geoff Murphy), An Angel at My Table (de Jane Campion), The Scarecrow, El Señor de los Anillos: la Comunidad del Anillo y The Rainbow Warrior. También actuó para la televisión en la serie Shortland Street, los telefilmes Poor Man's Orange y Old Scores, la miniserie The Harp in the South, y en el episodio de la serie Hercules: The Legendary Journeys The King of Thieves.
Sanderson fue nombrado en el año 2005 Oficial de la Orden del Mérito de Nueva Zelanda por sus servicios a la literatura y el teatro.
Martyn Sanderson falleció en el año 2009 en Otaki, Nueva Zelanda.

## Filmografía (selección)
- 1970 : Ned Kelly
- 1977 : Autumn Fires
- 1977 : Wild Man
- 1978 : Solo
- 1979 : Jack Winter's Dream
- 1979 : The Journalist
- 1980 : A Woman of Good Character
- 1980 : Squeeze
- 1981 : Bad Blood
- 1981 : Beyond Reasonable Doubt
- 1982 : The Scarecrow
- 1983 : The Lost Tribe
- 1984 : Wild Horses
- 1984 : Trial Run
- 1984 : Utu
- 1985 : Sylvia
- 1986 : Queen City Rocker
- 1987 : The Tale of Ruby Rose
- 1988 : Never Say Die
- 1988 : Mauri
- 1990 : An Angel at My Table
- 1991 : Old Scores
- 1993 : Desperate Remedies
- 1994 : The Last Tattoo
- 1995 : Savage Play
- 1996 : Juloratoriet
- 1996 : Chicken
- 2001 : El Señor de los Anillos: la Comunidad del Anillo